# Stanislav Apolín
Stanislav Apolín (20. února 1931, Seč u Plzně - 24. září 2010, Praha) byl český (československý) violoncellista.

## Hudební činnost
V letech 1945–1949 studoval na brněnské konzervatoři a poté v letech 1949–1953 u Váši Černého na Janáčkově akademii múzických umění (JAMU). Poté pokračoval ve studiu v Moskvě u Mstislava Rostropoviče.

### Koncertní a nahrávací činnost
V té době byl jedním z mála mezinárodně aktivních violoncellistů z Československa. Mezi často interpretovaná díla patřil Violoncellový koncert h moll Antonína Dvořáka, Čajkovského Rokokové variace, Prokofjevova Koncertní symfonie nebo Šostakovičova Violoncellová sonáta.
V roce 1977 byla Stanislavu Apolínovi udělena zvláštní cena za vynikající interpretaci Dvořákova violoncellového koncertu, který provedl mezinárodně více než stokrát.
V téže době také nahrával desky pro společnosti Supraphon a Panton. Darius Milhaud nadšeně komentoval Apolínovu nahrávku svých dvou violoncellových koncertů z roku 1969.
Se svým dlouholetým partnerem, klavíristou Radoslavem Kvapilem (1956–1967) a Smetanovým triem (s Josefem Hálou a Václavem Snítilem, 1968–1993) vystupoval po celé Evropě, v USA a Japonsku.
Kromě toho již od roku 1950 tvořil s Liborem Hlaváčkem, Milošem Sedlákem a Ferdinandem Rušákem Hlaváčkovo kvarteto a v letech 1967 až 1969 byl členem Pražského smyčcového tria (se Štefanem Czapárym, housle a Hubertem Šimáčkem, viola). Koncertní činnost ho zavedla do různých částí SSSR, obou částí Německa, Polska, Rumunska, Bulharska, Řecka, Maďarska, Jugoslávie, Turecka, Egypta, Dánska, Irska, na Island, do Švédska, Spojeného království a Španělska.

### Pedagogická činnost

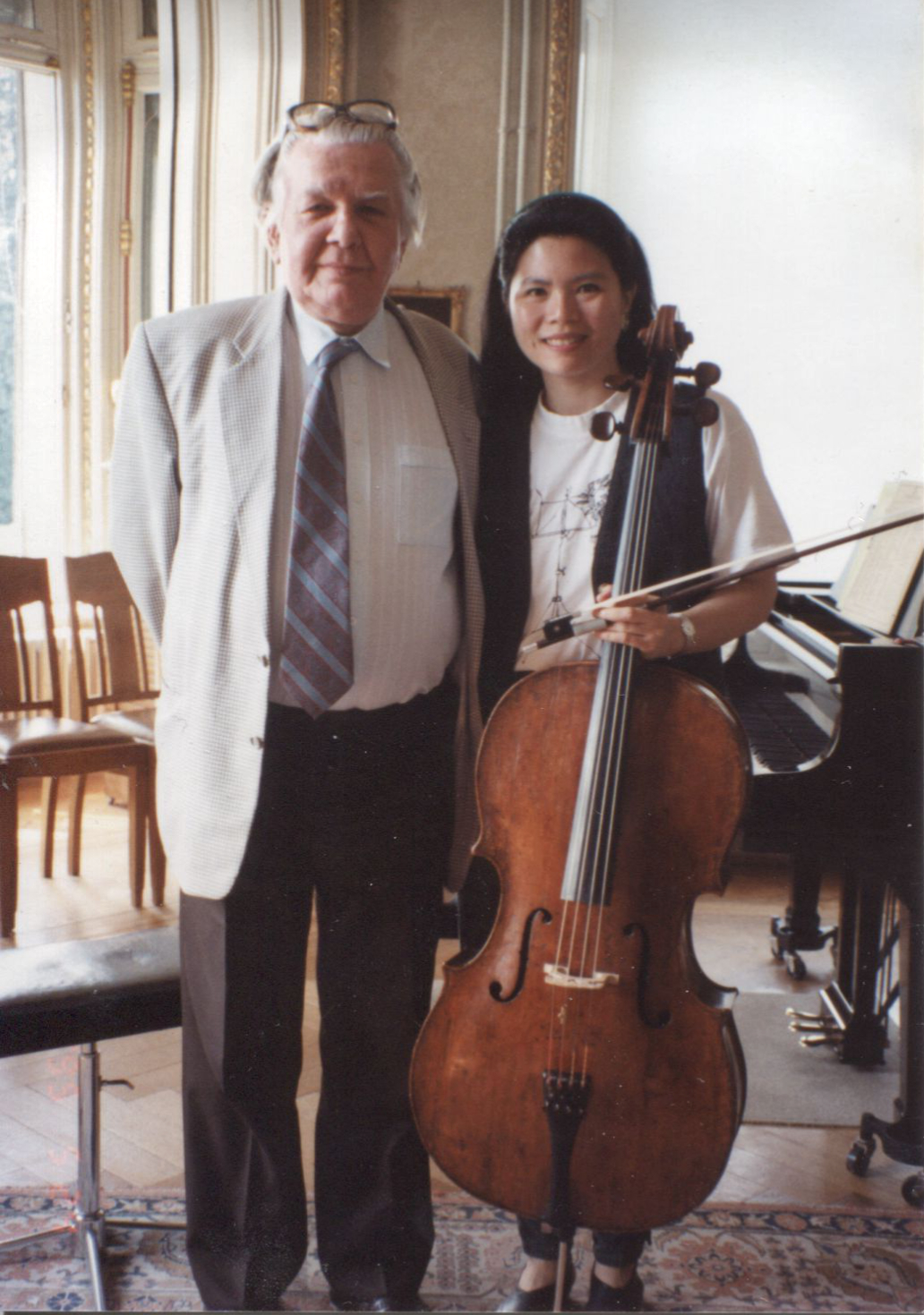
Stanislav Apolín s Pi-Chin Chien v Lucernu 1994.

V roce 1962 byl jmenován pedagogem na Pražské konzervatoři, později následovaly řádné profesury na JAMU (1968–70) a na Vysoké hudební škole v Bělehradě (1970–72). V letech 1972–1996 vyučoval na konzervatoři v Lucernu (dnes Univerzita v Lucernu) a na Vysoké škole múzických umění v Praze (AMU).
V letech 1960 až 2000 vedle svých profesur pravidelně vedl letní kurzy a také mistrovské kurzy v Česku, Švýcarsku, Švédsku, Černé Hoře, Španělsku a Nizozemsku.
Pozvání na letní kurz na Tchaj-wan v roce 1998, který umožnila jeho studentka, tchajwansko-švýcarská violoncellistka Pi-Chin Chien.
Mezi jeho další studenty patří např.: Boris Vybíral, Evžen Rattay (zakládající člen Talichova kvarteta), Marek Jerie (Guarneri Trio), Peter Leisegang (profesor Curyšské univerzity umění), Conradin Brotbek (konzervatoř Biel), Fredy Felder (Konzervatoř Schaffhausen), Hans-Ulrich Munzinger (Winterthur), Alexander Kionke (Festival Strings Lucerne), Jonas Iten (Festival Strings Lucerne), Christina Meißnerová (Výmar), Stefan Heinemeyer (Atos Trio) a Markus Nyikos (Berlínská univerzita umění).
Stanislav Apolín byl pravidelným členem porot mezinárodních violoncellových soutěží v Praze, Brně, Ženevě, Moskvě, Mnichově, Bělehradě, Poznani, Drážďanech a Pretorii.

### Teoretické práce
Jako autor napsal dvě studie. Ve studii o interpretaci sólových suit J. S. Bacha, vydané v roce 1995 nakladatelstvím Editio Moravia u příležitosti hudebního festivalu „Pražský podzim“, navazuje na esej Paula Bazelaira „Bachovy suity“ a zastává se osobité artikulace à la française. Objevila se další studie s názvem „O kráse zvuku“.

### Diskografie
- 1969: Darius Milhaud: Violoncellové koncerty č. 1 a 2, Státní filharmonie Brno, Jiří Waldhans, vinyl, Supraphon – 50864
- 1974: Čajkovskij: Variace na rokokové téma pro violoncello a orchestr op. 33, Symfonický orchestr hl. m. Prahy FOK, Václav Smetáček, Vinyl, Supraphon – 2746
- 1985: Violoncellové koncerty Schumann a Lalo, Symfonický orchestr hl. m. Prahy FOK, Vladimír Válek, vinyl, Supraphon – 1110 3428
- 1985: Sergeje Prokofjeva Symfonie-koncert op. 125, Státní filharmonie Brno, Miloš Konvalinka, vinyl, Panton – 8110 0466
- 1987: Čajkovskij: Variace na rokokové téma pro violoncello a orchestr op.33, Česká filharmonie*, Zdeněk Košler, CD, Supraphon – 2 SUP 0004